# St. Michael (Peißenberg)

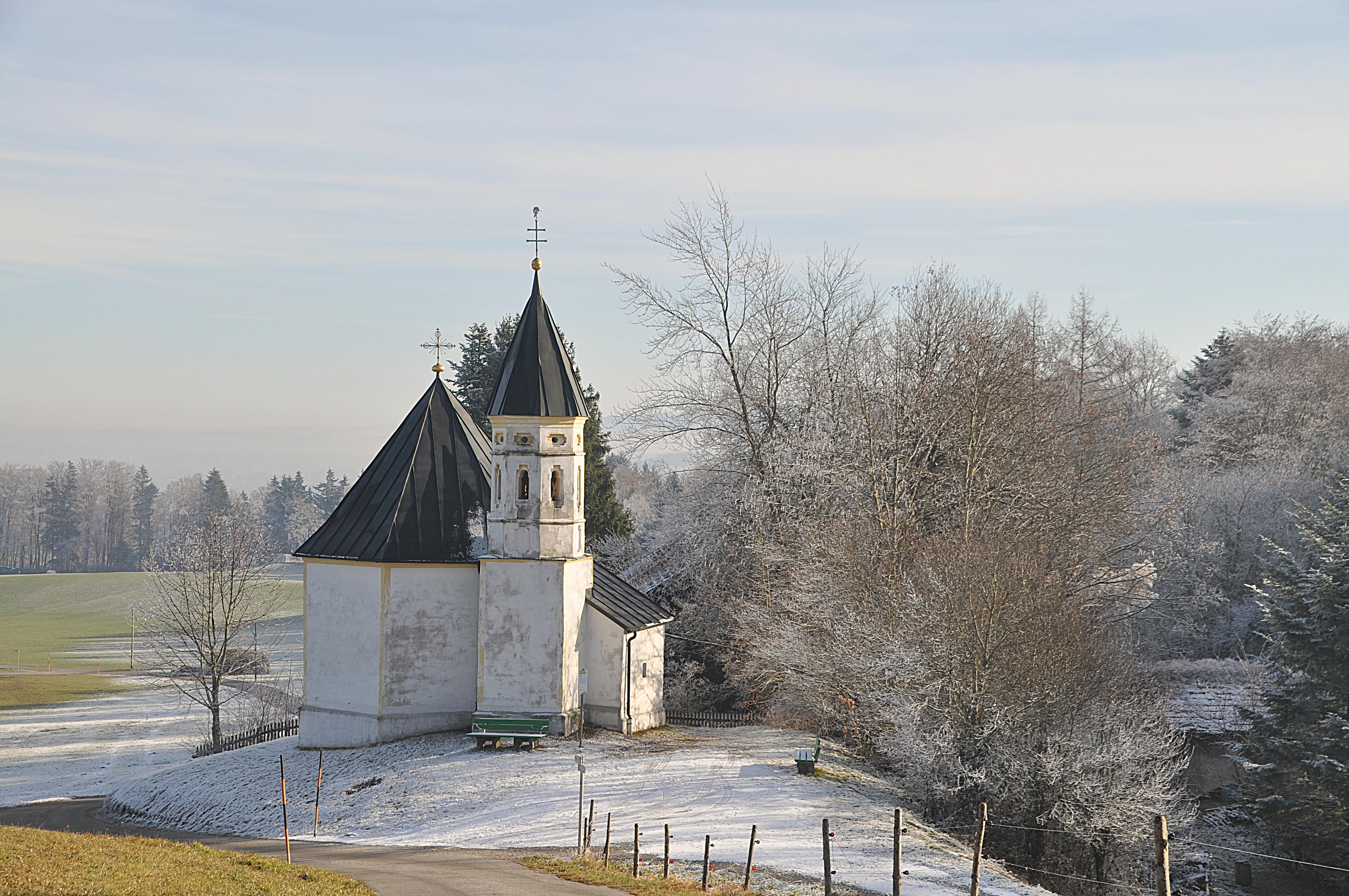
St. Michael in Peißenberg

Die römisch-katholische Kapelle St. Michael steht am Osthang des Hohen Peißenberges bei Hohenpeißenberg und Peißenberg, Gemeinden im oberbayerischen Landkreis Weilheim-Schongau. Das denkmalgeschützte Bauwerk ist in der Liste der Baudenkmäler in Peißenberg unter der Nr. D-1-90-139-23 eingetragen. Die Kirche gehört zum Erzbistum München und Freising.

## Beschreibung
Die Kapelle besteht aus einen oktogonalen Zentralbau, der mit einem Zeltdach bedeckt ist, und einem Kirchturm auf quadratischem Grundriss im Westen, auf dessen achteckigem Obergeschoss ein Zeltdach sitzt. Der Innenraum des Zentralbaus ist mit einer Flachdecke überspannt. Die Fresken von 1611 wurden 1987–89 freigelegt. Das Altarretabel aus der Bauzeit wird flankiert von den Skulpturen des Erzengels Michael, der Margareta von Antiochia und der Afra von Augsburg, die der Werkstatt von Hans Degler zugeschrieben werden.